# 本敦 (伊利諾伊州)
本敦（英語：Bentown）是位於美國伊利諾伊州麥克萊恩縣的一個非建制地區。該地的面積和人口皆未知。

## 地理
本敦的座標為40°28′19″N 88°48′23″W / 40.47194°N 88.80639°W，而該地的平均海拔高度為258米（即846英尺）。